# Rynek w Lesznie
Rynek w Lesznie – główny plac miejski w kształcie nieregularnego czworokąta w środkowej części Leszna, na Starym Mieście. Założenie architektoniczne jest objęte ochroną konserwatora zabytków (nr rej.: 385 z 6 lutego 1953).

## Opis
Data jego wytyczenia nie jest znana, był prawdopodobnie centralnym placem wsi znajdującej się w tym miejscu przed lokowaniem miasta i w obecnym kształcie powstał po 1547. Zachodnia pierzeja tworząca całość z prowadzącą na południe ulicą Kościelną i biegnącą na północ ulicą Gabriela Narutowicza (dawniej Wielka Kościańska) wyznaczają przebieg dawnego traktu prowadzącego ze Śląska do Poznania. Każda pierzeja Rynku posiada inną długość, północna 82 metry, wschodnia 102 metry, południowa 93 metry i zachodnia 108 metrów. Z każdego rogu wychodzą prostopadłe względem siebie dwie ulice. Centralną część zajmuje ratusz, natomiast wzdłuż pierzei znajduje się 37 kamienic w większości pochodzących z lat 1870–1914, wcześniejsza zabudowa uległa zniszczeniu w 1790 w wyniku ogromnego pożaru środkowej części miasta. Wiele z nich kryje w swoich murach pozostałości starszej zabudowy, część w wyniku licznych przebudów zatraciło dawny charakter, najczęściej zmienianym elementem były i są witryny sklepów oraz układ ścian wewnętrznych. W latach 1913–1915 kamienice zostały podłączone do systemu kanalizacji miejskiej. Ostatnia kompleksowa restauracja kamienic miała miejsce przed Centralnymi Dożynkami w 1977, Rynek zamknięto wówczas dla ruchu kołowego. W 1980 wzdłuż wszystkich pierzei posadzono drzewa. Od początku swojego istnienia i w czasach współczesnych miejsce to pełni funkcje reprezentacyjne, handlowe oraz stanowi wyznacznik centrum miasta[niewiarygodne źródło?].

## Nazwa
- Rynek XVI–XVIII,
- Der Grosse Markt 1793–1884,
- Markt 1884–1920,
- Rynek 1920–1939,
- Markt 1939–1945,
- Rynek 1945–[3]

## Zabudowa

### Część środkowa

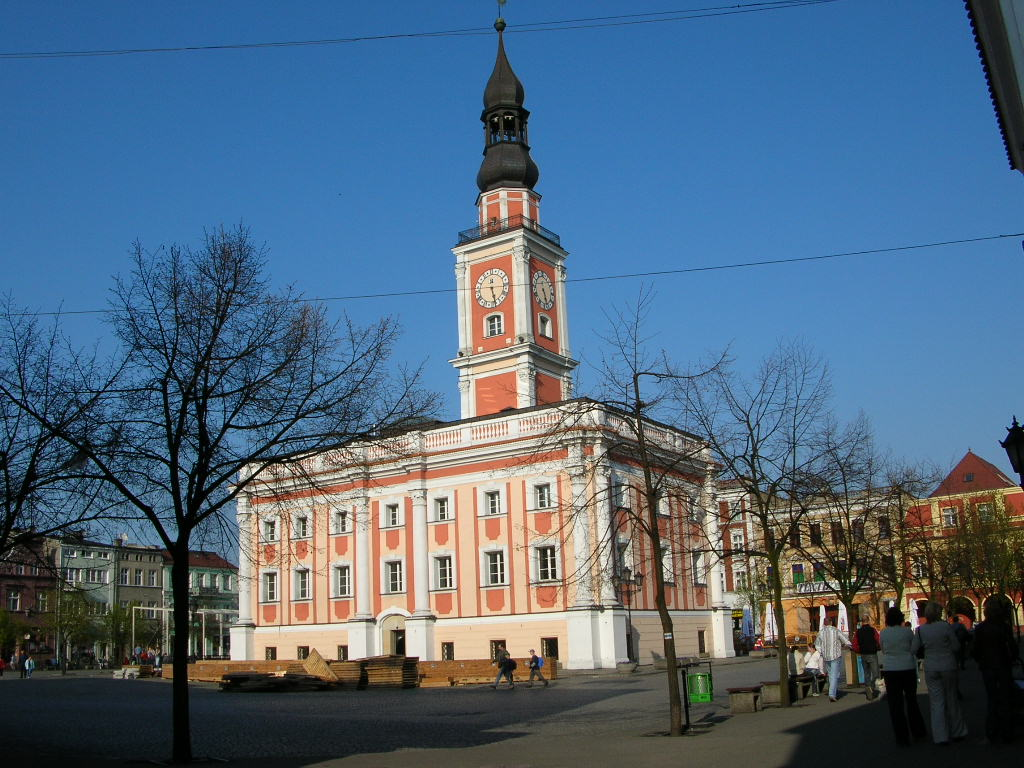
Ratusz w Lesznie

- Rynek 1 – ratusz w Lesznie.

### Pierzeja zachodnia

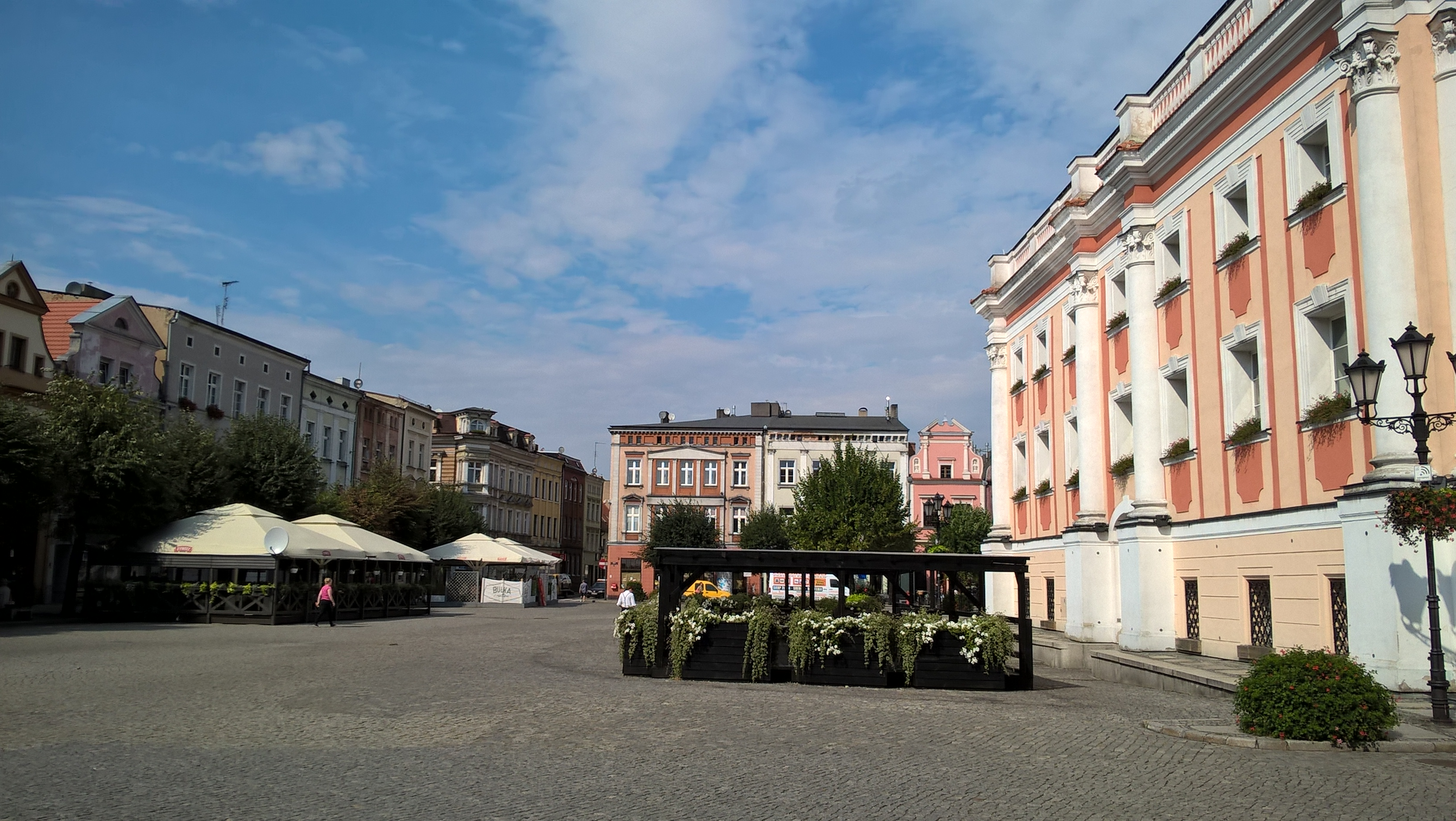
Pierzeja zachodnia, część północna

- Rynek 2 – klasycystyczna kamienica powstała pod koniec XVIII wieku, znaczące przebudowy miały miejsce w XIX wieku i na początku XX wieku. W 1877 kamienice numer 2 i 3 stały się własnością Antoniego Górczyńskiego, w 1891 zlecił on Franzowi Feuerowi przebudowę witryn. W 1927 zmarł Antoni Górczyński, jego spadkobiercy sprzedali kamienicę Miejskiej Komunalnej Kasie Oszczędności, po przeprowadzeniu adaptacji wnętrz ulokowano tu jej siedzibę. W 1950 kasa została zlikwidowana i ulokowano tu początkowo powiatowy oddział NBP, a następnie PKO BP. Kamienica sześcioosiowa posiadająca zdwojone okna, a ich opaski tynkowe nawiązują do obramowań okien ratusza. Od strony ul. Słowiańskiej pod gzymsem figurka Merkurego, patrona kupców. Od 2 maja 1991 obiekt znajduje się w rejestrze zabytków (nr 1183/A)[4][5].
- Rynek 3 – kamienica z XIX wieku, trzyosiowa, trzykondygnacyjna, posiada układ kalenicowy. Parter zajmuje lokal handlowy, w wyniku wielokrotnych przebudów zatraciła cechy zabytkowe.
- Rynek 4 – barokowa kamienica szczytowa powstała w II połowie XVII wieku lub na początku XVIII. Do 1805 należała do rodziny Skoblów, a następnie została sprzedana Dorocie i Janowi Weigt. W 1881 właścicielem został Edward Weigt, w 1894 zlecił Franzowi (Franciszkowi) Feuerowi przebudowę kamienicy poprzez nadbudowę o kondygnację oraz zmianę układu szczytowego na kalenicowy, a także nadanie fasadzie charakteru neorenesansowego. Obecnie dwupiętrowa, trzyosiowa. Od 16 września 1970 obiekt znajduje się w rejestrze zabytków (nr 513/1226)[6][7].
- Rynek 5 – kamienica powstała po 1823 na pogorzelisku po zabudowie spalonej podczas pożaru w 1790. W 1791 pusty plac zakupił od mieszczanina Neufeldta Karol Beniamin Weichert, przez trzydzieści lat nie wybudował nowego budynku, w 1823 otrzymał od magistratu nakaz zabudowy. Kamienica powstała pomiędzy 1823 a 1826, jej kolejnym posiadaczem był syn Weicherta, również Karol Beniamin, w II połowie XIX wieku zlecił przebudowę elewacji, na której umieszczono liczne gipsowe zdobienia. Od 16 września 1970 obiekt znajduje się w rejestrze zabytków (nr 514/1227)[8][9].
- Rynek 6 – kamienica powstała w drugiej połowie XVII wieku lub na początku XIX jako budynek o układzie szczytowym. W 1871 posesję nabyli Henrietta i Wolf Metisowie, którzy w 1883 zlecili mistrzowi budowlanemu Josefowi Wittigowi nadbudowę o jedno piętro i przebudowę budynku na układ kalenicowy. W 1923 posesję nabył Antoni Dzikowski, cztery lata później przebudował on znacząco pomieszczenia sklepowe oraz znaczącą część oficyn i podwórza na skład bławatny, który działał do wybuchu II wojny światowej. Od 16 września 1970 obiekt znajduje się w rejestrze zabytków (nr 515/1228)[10].
- Rynek 7 – barokowy budynek posadowiono w 1766 szczytem do Rynku na wąskiej i głębokiej działce. Od 1907 właścicielką była Joanna Schreiber, która doprowadziła do zwężenia sieni i powiększenia jednego z lokali sklepowych, a także do przebudowy budynków w głębi posesji. W 1924 przebudowano wnętrza i dach, od 16 września 1970 obiekt znajduje się w rejestrze zabytków (nr 516/1229). Trzyosiowa barokowa fasada posiada ozdobny szczyt zwieńczony tympanonem z półokrągłym oknem. Kamienica ma dwie kondygnacje i poddasze o funkcjach użytkowych[11][12].
- Rynek 8 – jedna z najstarszych kamienic na Rynku, pochodzi z drugiej połowy XVII wieku lub początku XVIII. Mimo że datowano ją na 1805 to istnieją wcześniejsze dokumenty dotyczące licytacji majątku aptekarza Gankego, nabywcą posesji był wówczas Jan Samuel Stiler. W 1923 kamienica stała się własnością Antoniego Marskiego, który w 1926 zlecił Henrykowi Rakowskiemu przebudowę fasady, lokalu handlowego i mieszkalnego na piętrze. Na środkowej dodano balkon ozdobiony kutą balustradą, a poddasze przebudowano na cele użytkowe równocześnie powiększając dwa okna. W 1977 właścicielem posesji zostało miasto. Od 16 września 1970 obiekt znajduje się w rejestrze zabytków (nr 517/1230). Budynek posiada wąską, trzyosiową fasadę zwieńczoną barokowym tympanonem, w latach 70. umieszczono szpecącą ją witrynę. Od 16 września 1970 obiekt znajduje się w rejestrze zabytków (nr 517/1230)[13][14].
- Rynek 9 – kamienica po 1791 powstała z połączenia dwóch starszych budynków, które wybudowanych w drugiej połowie XVII lub w na początku XVIII wieku. W 1813 był to już jeden budynek, który zakupiła Dorota Charlotta Scheibe. W 1888 nabył ją kupiec Paweł Bethge, w 1891 mistrz budowlany Eduard Stein przeprowadził przebudowę piwnic oraz powiększył powierzchnię handlową. Podczas II wojny światowej przeprowadzono remont kamienicy i budynku w oficynie, w tym czasie przebudowano piwnicę na schron przeciwlotniczy. Podczas remontu w 1965 sklepienia parteru zakryto pod płaskim sufitem. Pozostałością po połączeniu dwóch kamienic są żeliwne kolumny w lokalu handlowym, w domu tym w latach 1924–1934 mieszkał kompozytor Roman Maciejewski[15]. Od 16 września 1970 obiekt znajduje się w rejestrze zabytków (nr 518/1231)[16].
- Rynek 10 – kamienica powstała jako barokowa budowla o układzie szczytowym na przełomie XVII i XVIII wieku, w 1889 Eduard Stein nadbudował budynek, a jego układ zmieniono na kalenicowy. Równocześnie wnętrze znacznie przebudowano, a na elewacji umieszczono pilastry w wielkim porządku. W 1922 zlikwidowano balkon, a dwanaście lat później przebudowano klatkę schodową. Kamienica ta jako jedyna została uszkodzona podczas nalotu jesienią 1939, szkody usunięto w 1943. Od 16 września 1970 obiekt znajduje się w rejestrze zabytków (nr 521/1234)[17].
- Rynek 11 – barokowa kamienica początkowo o układzie szczytowym wybudowana w drugiej połowie XVII wieku. Pod koniec XIX wieku ówczesny właściciel posesji kupiec B. Nürnberg zlecił mistrzowi budowlanemu Józefowi Piwońskiego przeprowadzenie gruntownej przebudowy budynku, która miała miejsce w 1895 i 1896 roku. Zmieniono układ kamienicy na kalenicowy, nadbudowano ją, a na elewacji umieszczono pilastry w wielkim porządku. W pierwszej ćwierci XX wieku przebudowano wejście ujmując je w obramowanie w duchu późnej secesji. Od 17 września 1970 obiekt znajduje się w rejestrze zabytków (nr 522/1235)[18].
- Rynek 12 – kamienica narożna, usytuowana węższą częścią elewacji do Rynku, szerszą do ulicy Łaziebnej, dwupiętrowa, na narożniku na wysokości pierwszego piętra znajduje się balkon. Z powodu licznych zmian konstrukcyjnych zatraciła cechy historyczne i nie jest ujęta w rejestrze zabytków.

### Pierzeja północna

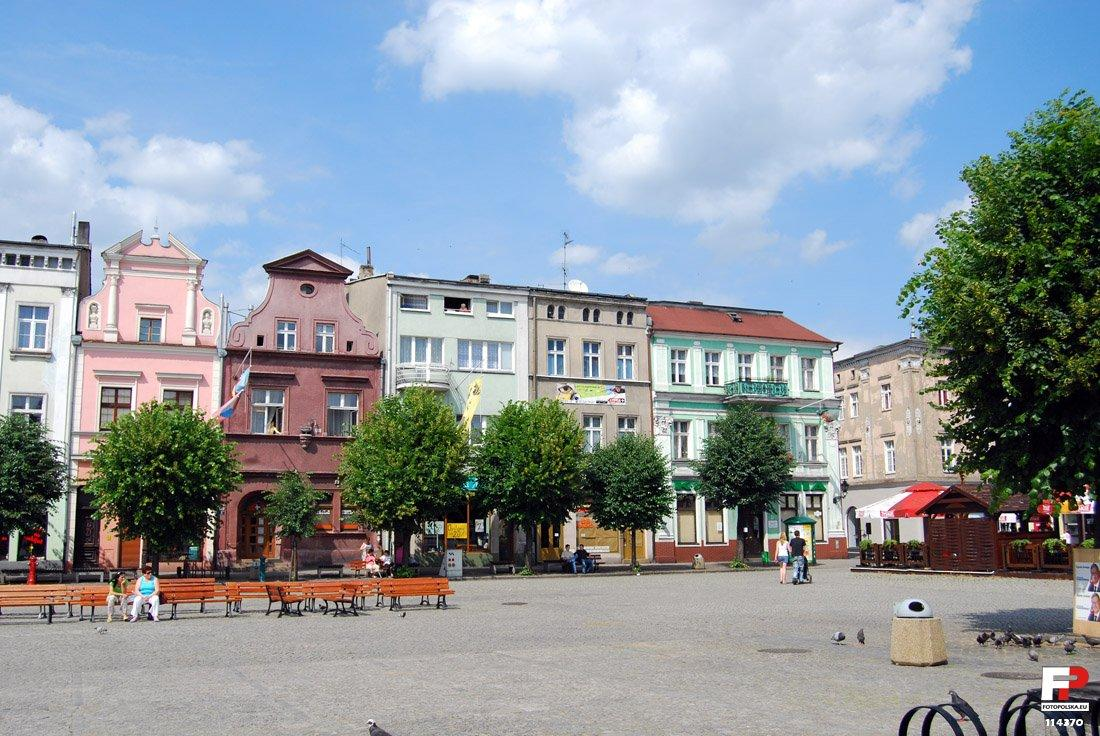
Pierzeja północna, część wschodnia

- Rynek 13 – kamienica narożna, usytuowana fasadą do Rynku, boczną ścianą do ulicy Gabriela Narutowicza, dwupiętrowa o układzie kalenicowym. Jest pięcioosiowa, trzy środkowe rzędy okien ujęto w pozorny ryzalit, który powyżej okien drugiego piętra jest zwieńczony niewielkim przyczółkiem. Kamienica nie jest ujęta w rejestrze zabytków.
- Rynek 14 – barokowa kamienica szczytowa powstała w XVIII wieku, w połowie XIX wieku budynek nadbudowano oraz zmieniono jego układ na kalenicowy. W 1905 zgodnie z projektem Konrada Wittiga przebudowano okna wystawowe poprzez ich powiększenie, zlikwidowano nadproża okienne na pierwszym piętrze, przebudowano poddasze na użytkowe oraz zmieniono lokalizację klatki schodowej. W 1912 nowy właściciel polecił uprościć fasadę poprzez likwidację płycin podokiennych i zmniejszenie obramowań okiennych na pierwszym piętrze, pozostawiono pilastry i konsolkowy gzyms. W 1934 zlikwidowano oryginalny barokowy portal wejściowy i zastąpiono go dodatkowym oknem wystawowym z wejściem. W 1977 przywrócono dawne wejście i odtworzono dawną sień. Od 17 września 1970 obiekt znajduje się w rejestrze zabytków (nr 523/1236)[19].
- Rynek 15 – barokowa kamienica szczytowa powstała w XVII, w 1891 przebudowano budynek zgodnie z projektem mistrza budowlanego Eduarda Steina. Powstało wówczas oddzielne wejście do lokalu handlowego i nowa klatka schodowa, zachowano oryginalny układ i fasadę. Posiada jedynie dwie osie, a szczyt fasady zwieńczony jest obeliskiem z półksiężycem. W niszach umieszczone są posągi Merkurego i Diany. Po 1966 odświeżono elewację i uzupełniono ubytki tynków. Od 15 stycznia 1971 obiekt znajduje się w rejestrze zabytków (nr 539/1252)[20][21].
- Rynek 16 – barokowa kamienica „Pod Łabędziem”, szczytowa wybudowana w 1635 roku, data ta znajduje się na klińcu. Niepotwierdzone źródła wiążą ten budynek z Janem Jonstonem, który był nadwornym medykiem Leszczyńskich oraz z faktem, że od 1788 znajdowała się tu apteka. W 1700 przekształcono zwieńczenie fasady, co potwierdza data umieszczona na gzymsie dzielącym kondygnacje, obok płaskorzeźby łabędzia. Poza przebudową dachu na taras w oficynie w 1921 i wymianą stropów w 1929 nie przebudowywano ani struktury budynku, ani nie ingerowano w jego elewację, która posiada oryginalny wygląd z XVII wieku. Wyposażenie apteki jest stylizowane na przedwojenne. Od 15 stycznia 1971 obiekt znajduje się w rejestrze zabytków (nr 539/1252)[22][23].
- Rynek 17 – jedyna modernistyczna kamienica na Rynku, powstała pod koniec XIX wieku lub na początku XX, obecna elewacja pochodzi z lat 20. XX wieku. Budynek posiada dwa piętra oraz poddasze, elewację zdobią dwa półkoliste balkony. Budynek nie posiada charakteru zabytkowego.
- Rynek 18 – kamienica z XIX wieku, trzyosiowa, dwukondygnacyjna, posiada układ kalenicowy. Parter zajmuje lokal handlowy, w wyniku wielokrotnych przebudów zatraciła cechy zabytkowe.
- Rynek 19 – kamienica narożna, usytuowana węższą częścią elewacji do Rynku, szerszą do ulicy Wolności (do 1920 Zamkowa). Jest to szczytowa budowla barokowa wybudowana w połowie XVIII wieku, najważniejsza przebudowa miała miejsce pod koniec XIX wieku. W 1888 zmieniono układ części frontowej na kalenicowy, przebudowano fasadę oraz powiększono przyziemie, gdzie od 1882 działał sklep z artykułami metalowymi. Na przełomie XIX i XX wieku budynek nadbudowano, a na pierwszym i drugim piętrze umieszczono balkony. W 1922 przebudowano poddasze, a w 1938 nadbudowano skrzydło od strony ulicy Wolności o jedną kondygnację. Od 30 kwietnia 1991 obiekt znajduje się w rejestrze zabytków (nr 1182/A)[24].

### Pierzeja wschodnia

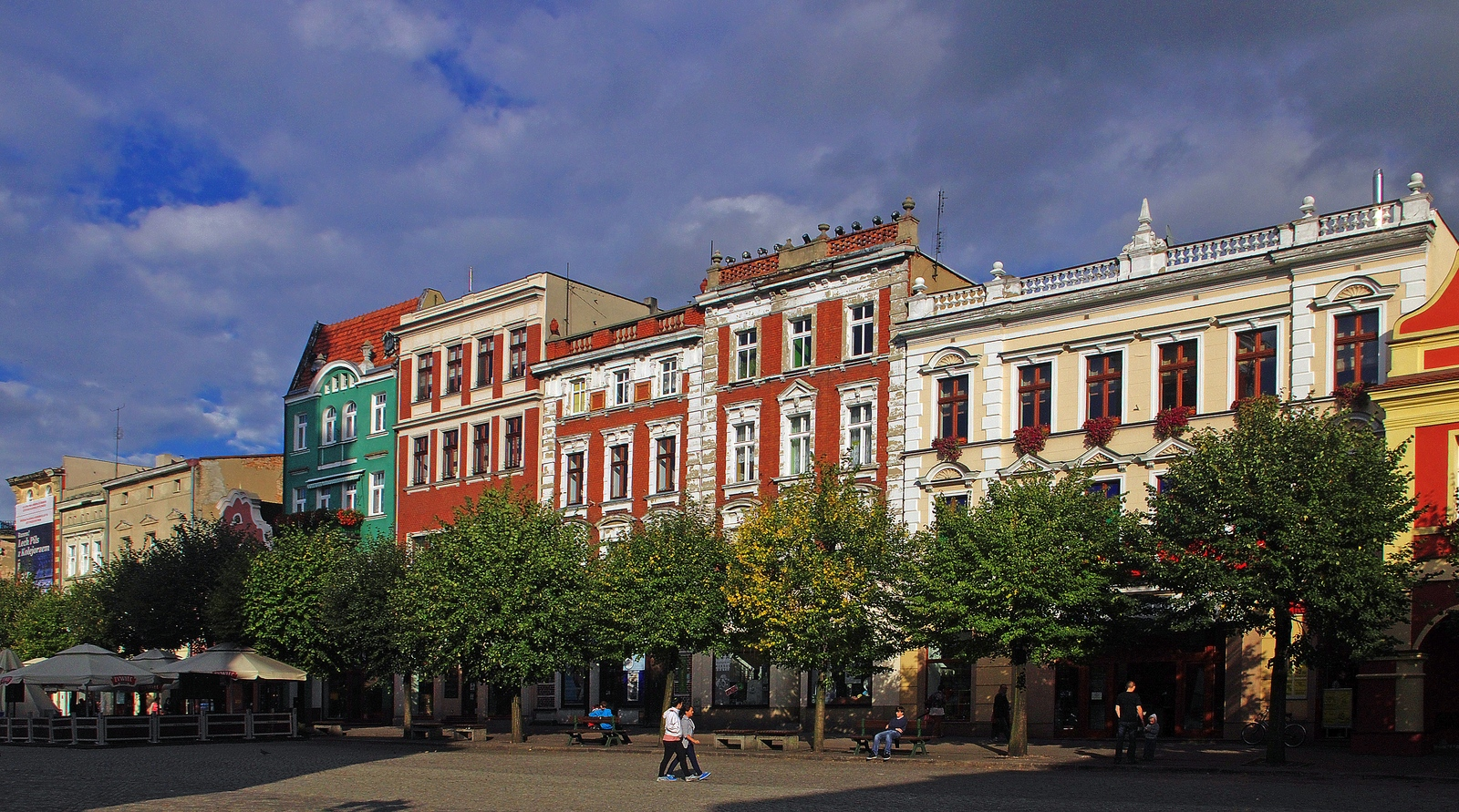
Pierzeja wschodnia, część środkowa

- Rynek 20 – kamienica z 1891 roku zaprojektowana przez Józefa Piwońskiego dla cechu rzeźników. Przypisana do adresu Bracka 1, zastąpiła kamienicę z XVIII wieku. Jest wąska, trzypiętrowa, dłuższą elewacją zwrócona do ulicy Brackiej. Jest wpisana do rejestru zabytków pod numerem 639/Wlkp/A.
- Rynek 21 – kamienica z XIX wieku, trzyosiowa, dwukondygnacyjna, posiada układ kalenicowy. Parter zajmuje lokal handlowy, w wyniku wielokrotnych przebudów zatraciła cechy zabytkowe.
- Rynek 22 – barokowa kamienica szczytowa wybudowana w XVIII wieku, ok. 1870 nastąpiła znacząca przebudowa budynku. Została wówczas nadbudowana, jej układ zmieniono na kalenicowy, a elewacji nadano styl neorenesansowy. Od 17 września 1970 obiekt znajduje się w rejestrze zabytków (nr 524/1237)[25].
- Rynek 23 – barokowa kamienica szczytowa powstała w pierwszej połowie XVIII wieku, do końca XIX wieku w budynku nie przeprowadzono żadnej przebudowy. W 1896 zmieniono wielkość okna wystawowego, a w 1903 usunięto oryginalny portal wejściowy. Jest najniższą kamienicą na Rynku. Od 15 stycznia 1971 obiekt znajduje się w rejestrze zabytków (nr 540/1253)[26].
- Rynek 24 – kamienica z 1690 wybudowana przez Giovanniego (Jana) Catenazziego dla starszego (seniora) gminy luterańskiej, była najokazalsza na Rynku, posiadała podcienie arkadowe, a fasadę zdobił wykusz. Po przebudowie w latach 80. XIX wieku reprezentuje styl późnej secesji, jest trzypiętrowa. W środkowej części pierwszego i drugiego piętra znajdują się balkony, fasadę wieńczy półkolisty szczyt. Okna poddasza nakrytego dachem mansardowym w kształcie okulusów. Kamienica nie jest wpisana do rejestru zabytków. Zastąpiła rozebraną kamienicę bliźniaczą do sąsiedniej pod numerem 23.
- Rynek 25 – kamienica z przełomu XIX i XX wieku, trzypiętrowa. Pierwsze piętro pierwotnie zajmowały dwie loggie, po przebudowie zamienione z trójdzielne okna. Drugie i trzecie piętro podzielone czterema oknami. Układ kamienicy kalenicowy, na skutek licznych zmian konstrukcyjnych i ingerencji w elewację utraciła cechy zabytkowe. Zastąpiła jednopiętrowy dom podcieniowy z XVII wieku rozebrany ok. 1890 roku.
- Rynek 26 – kamienica z XVIII wieku, przebudowana w 1884 przez Franza (Franciszka) Feuera w stylu niderlandzkim, trzyosiowa, dwukondygnacyjna, poddasze zaadaptowane na mieszkalne poprzez dodanie okien niższych niż na pozostałych kondygnacjach. Na wysokości pierwszego piętra centralnie umieszczony balkon z żeliwną, ozdobną balustradą. Obramowania okien na poszczególnych kondygnacjach różnią się od siebie, poddasze oddzielone gzymsem. Dach ukryty za kamienną balustradą, na narożach kamienne amfory. Kamienica nie jest wpisana do rejestru zabytków.
- Rynek 27 – kamienica z XVIII wieku, przebudowana w 1884 przez Franza Feuera w stylu niderlandzkim, trzyosiowa, trzykondygnacyjna. Obramowania okien na każdej kondygnacji różnią się od siebie. Dach ukryty podobnie jak na sąsiedniej kamienicy za kamienną balustradą. Kamienica nie jest wpisana do rejestru zabytków.
- Rynek 28 – neorenesansowa kamienica powstała w 1888 z połączenia dwóch mniejszych barokowych budynków o układzie szczytowym. Projektantem połączenia był Hermann Nerger, który zaprojektował dom frontowy zastępując dwie fasady. W 1894 przebudowano witrynę północnego lokalu handlowego, a w 1903 południowego poprzez dodanie dwóch dużych okiem przedzielonych otworem drzwiowym. W 1906 rozpoczęła tu działalność pierwsza polska księgarnia prowadzona przez Stanisława Chmarę. W latach 90. XX wieku znacząco przebudowano parter budynku poprzez zmianę układu pomieszczeń handlowych. Od 2 września 1988 obiekt znajduje się w rejestrze zabytków (nr 1113/A)[27].
- Rynek 29 – Hotel „Wieniawa”. Kamienica podcieniowa z 1634 lub 1643, ostatnia kamienica podcieniowa na Rynku i ostatnia z murowanym podcieniem w Wielkopolsce. W 1890 powiększono izbę restauracyjną, rok później przebudowano poddasze na użytkowe, a także dach na naczółkowy. W 1905 część wnętrz przebudowano na potrzeby hotelowe, od 1910 kamienica znajdowała się pod ochroną konserwatora zabytków, co uratowało ją przed rozbiórką. Ostatnia zmiana aranżacji wnętrz miała miejsce w 1977. Od 21 października 1963 obiekt znajduje się w rejestrze zabytków (nr 188/2/A)[28][29].

### Pierzeja południowa

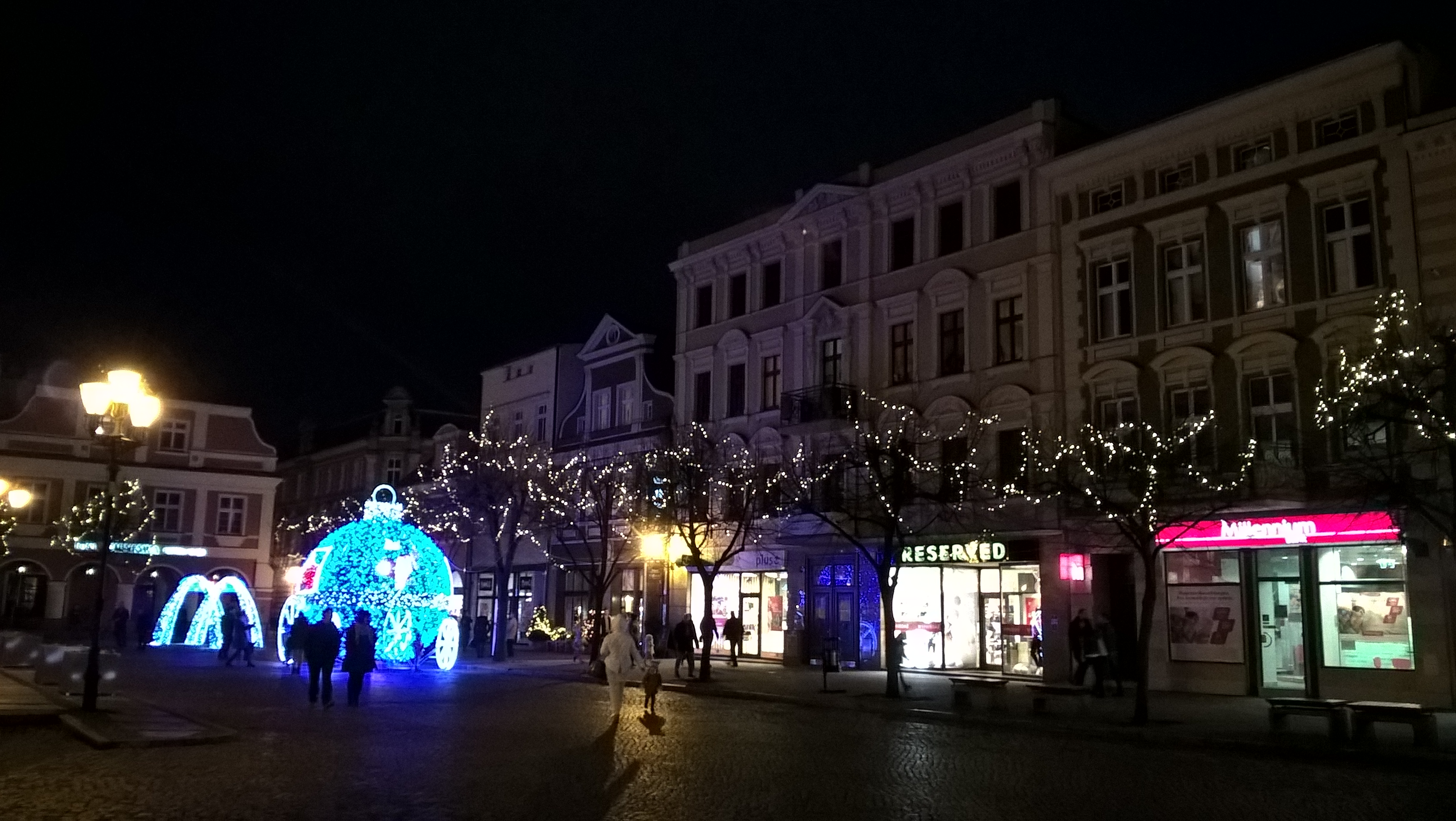
Pierzeja południowa, część wschodnia

- Rynek 30 – bezstylowa jednopiętrowa kamienica narożna z końca XIX całkowicie przebudowana w latach 70. XX wieku, posiada również adres ul. Leszczyńskich 2. Na parterze lokal usługowy poprzedzony utworzonym w 1976 podcieniem wzorowanym na pobliskiej kamienicy nr 29.
- Rynek 31 – kamienica z XIX wieku, trzyosiowa, trzykondygnacyjna, posiada układ kalenicowy. Parter zajmuje lokal handlowy, w wyniku wielokrotnych przebudów zatraciła cechy zabytkowe. Kamienica nie jest wpisana do rejestru zabytków.
- Rynek 32 – barokowa kamienica szczytowa wybudowana w XVIII wieku, w 1875 przebudowano okno wystawowe oraz otwór drzwiowy do sklepu. W 1889 powiększono lokal sklepowy oraz podpiwniczenie, a w 1895 zgodnie z projektem Eduarda Feuera ponownie przebudowano okno wystawowe na witrynę. W 1912 przeprowadzono gruntowną przebudowę wnętrz, zmieniono układ klatki schodowej i ścian wewnętrznych. Przed 1939 wnętrze zajmowały delikatesy i winiarnia „Gourmand” Teofila Zgaińskiego. Nad wejściem kartusz przedstawiający tokującego żurawia. W 1978 przebudowano parter budynku łącząc lokale handlowe w jeden o większej powierzchni. Od 16 września 1970 obiekt znajduje się w rejestrze zabytków (nr 1233/A)[30][31][29],,.
- Rynek 33 – kamienica powstała ok. 1834 na dwóch parcelach zajmowanych wcześniej przez dwa domy o układzie szczytowym i dzięki temu jest największa na Rynku. W 1877 zgodnie z projektem Leopolda Gerndta dokonano przebudowy okna wystawowego, zaś w 1892 kamienicę nieznacznie podwyższono nadbudowując fasadę i dodając okna, dzięki temu zmieniono poddasze na pokoje gościnne. Równocześnie zmieniono fasadę poprzez dodanie herm w ryzalicie i gipsowych detali. W 1907 i 1912 dokonywano zmian w układzie wnętrz oraz przebudowano okna w tylnej elewacji. Jest trzypiętrowa i ma siedem osi okiennych Od 30 kwietnia 1991 obiekt znajduje się w rejestrze zabytków (nr 1184/A)[32][33].
- Rynek 34 – kamienica z XIX wieku, czteroosiowa, dwupiętrowa, posiada układ kalenicowy. Fasada zaprojektowana w 1878 roku przez Hermanna Nergera, na wysokości pierwszego piętra balkon. Parter zajmuje lokal handlowy w którym do 1939 mieściła się znana kawiarnia „Wielkopolanka”. W wyniku wielokrotnych przebudów utraciła cechy zabytkowe.
- Rynek 35 – kamienica z XIX wieku, trzyosiowa, dwupiętrowa bez poddasza, posiada układ kalenicowy. Parter zajmuje lokal handlowy, w wyniku wielokrotnych przebudów zatraciła cechy zabytkowe.
- Rynek 36 – kamienica z połowy XIX wieku, trzyosiowa, dwupiętrowa, posiada układ kalenicowy. Na drugim piętrze dwa otwory okienne zamurowane i zatynkowane, dach znacznie przekształcony. Parter zajmują dwa lokale handlowe, w wyniku wielokrotnych przebudów jest budynkiem bezstylowym.
- Rynek 37 – kamienica z XIX wieku, trzyosiowa, dwukondygnacyjna, posiada układ kalenicowy. Z oryginalnej fasady zachował się jedynie gzyms z konsolkami. W latach 1921–1939 kamienica stanowiła własność działacza społecznego Bolesława Ilskiego, który prowadził tu delikatesy i małą winiarnię. Parter zajmuje lokal handlowy, w wyniku wielokrotnych przebudów zatraciła cechy zabytkowe.
- Rynek 38 – barokowa narożna kamienica z początku XVIII wieku nosi cechy typowe dla baroku. Jest trzyosiowym budynkiem z elewacją zwieńczoną szczytem o spływach, które są zakończone ślimacznicami. Kamienica posiada jedno piętro i wysokie poddasze, każda kondygnacja jest na fasadzie podzielona gzymsami. Nieznaczne przebudowy przeprowadzono w XIX i na początku XX wieku, dotyczyły one głównie parteru. Od 1970 obiekt znajduje się w rejestrze zabytków (nr 519/1232)[34][35].